# Kiribati als Jocs Paralímpics

Kiribati als jocs Paralímpics competí per primera vegada a l'edició d'estiu de 2024 a París.
Kiribati és un petit estat insular en desenvolupament amb una població petita (121.000 habitants) i recursos financers limitats.  El Comitè Paralímpic Nacional de Kiribati, presidit per Tekoaua Tamaroa, que és el cap de fisioteràpia i cap del Centre de Rehabilitació de l'Hospital Tungaru de Bairiki, va ser admès com a membre del Comitè Paralímpic Internacional el 2019.
Ongiou Timeon i Karae Tioti havien de representar Kiribati en atletisme als Jocs Paralímpics de Tòquio 2020, però eren a Fiji quan el país va suspendre tots els vols a causa de la pandèmia de la COVID-19. Kiribati es va veure obligat a retirar-se dels Jocs per motius logístics, conjuntament amb Samoa, Vanuatu i Tonga.
L'únic atleta seleccionat pel seu comitè per als Jocs Paralímpics de 2024, Ongiou Timeon, va competir en llançament de pes en la categoria de discapacitat F11 (atletes totalment cecs). Timeon va quedar en últim lloc, el vuitè, amb un resultat de 6,46 metres. També es va convertir en el primer abanderat de Kiribati a la cerimònia d'obertura dels Jocs Paralímpics.
El debut paralímpic del país el 2024 va comptar amb el suport del govern australià i del Comitè Olímpic Australià.
Als Jocs Paralímpics d'Hivern Kiribati no ha participat en cap edició.

## Medaller
| Jocs       | Or | Plata | Bronze | Total |
| ---------- | -- | ----- | ------ | ----- |
| París 2024 | 0  | 0     | 0      | 0     |
| TOTAL      | 0  | 0     | 0      | 0     |